# Кеничи Фукуи
 Кеничи Фукуи (на японски: 福井謙一, по английската система на Хепбърн: Fukui Ken'ichi) е японски химик, носител на Нобелова награда за химия през 1981 година.

## Биография
Роден е на 4 октомври 1918 година в град Нара, префектура Нара, Япония. Той е най-големият син на търговеца и директор на завод Рьокичи Фукуи, който взима решението сина му да се занимава с химия. През 1941 година Кеничи Фукуи завършва Департамента по индустриална химия на Имперския университет в Киото. След дипломирането си работи във Военната лаборатория за горива, където извършва експерименти със синтетични горива. През 1943 година се завръща като лектор в университета в Киото, където преподава в Департамента по химия на горивата. През 1951 година става професор, а от април 1971 до март 1973 година е декан на Факултета по инженерство в същия университет. Оттегля се от преподавателска дейност през 1982 година.
Автор е на 137 научни публикации в периода 1944 – 1972, повечето издадени на японски език и посветени на органичната химия, химичните реакции и катализата. Негово дело също са над 280 научни публикации на английски език, по-голямата част от тях посветени на теорията на химичните реакции и свързаните с тях теми.
През 1981 година получава най-голямото признание в научната си кариера – Нобеловата награда за химия, която поделя с американския химик Роалд Хофман. Двамата учени са наградени с нея за приносите им в областта на химичните реакции.
Умира от перитониален рак на 9 януари 1998 година в Киото.